# Gottlieb Friedrich Bach
Gottlieb Friedrich Bach (Meiningen, 1714 – Meiningen, 1785) német orgonista és festőművész.
Johann Ludwig Bach második fia, a meiningi udvarban orgonistaként és festőként működött.
A rokonsága nagy részét lefestette, de készültek képek a türingiai rokonokról, például Carl Philipp Emanuel Bachról. Állítólag készült egy Johann Sebastian Bachról is, de az mára elveszett.
Halála után fia követte a poszton.